# قط لابرم

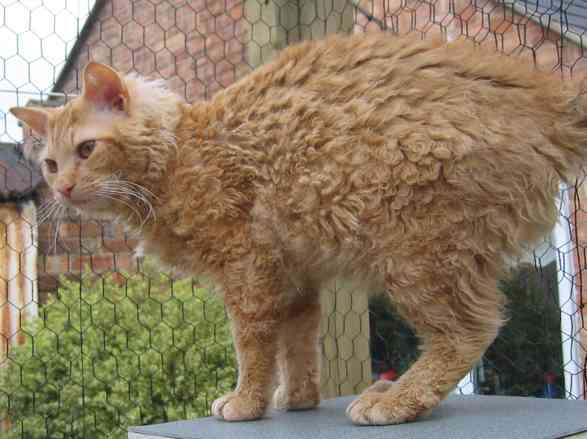

قط لابرم (بالإنجليزية: LaPerm)‏ وهي تعني الشعر المموج، تعود نشأة قط لابرم إلى قطة أنثى معروفة باسم كيرلي Curly، أي ذات الشعر المجعد، نشأت من طفرة طبيعية. وكان ذلك في دالاس في ولاية أوريغون في الولايات المتحدة الأمريكية ويوجد من قط لابرم نوعان، أحدهما طويل الشعر والآخر قصير الشعر. وهو قط متوسط الحجم، شعره كثير الالتواء. والعامل الوراثي المسؤول عن تجعد الشعر هو عامل سائد.
وقط لابرم قط هادئ الطباع، لا يصدر عادة أصواتاً. ولأنه يعتبر قط عمل في المزارع، فهو صياد ماهر كما هو رفيق أليف.
ويختلف الشعر الذي يغطى جسد اللابرم في الطول والكثافة، تبعاً لمواسم السنة وعمر القط. ومن الظواهر الفريدة في هذه السلالة أن شعرها يسقط تماماً، على الأقل مرة واحدة في حياة القط؛ ويكون ذلك عادة في مرحلة الطفولة، وقد يحدث في الإناث قبل التزاوج.
وقط اللابرم ذو شخصية اجتماعية، يميل إلى صحبة الإنسان. وهو محب للاستطلاع حتى أن الجراء تبحث غالباً عن مصدر صوت الإنسان، الذي يتناهى إليها حتى قبل أن تبصر. وهو يحب الملاطفة ويستمتع بالقفز والجلوس على كتف صاحبه، ويحب أن يتحدث إليه الناس.